# 雪女

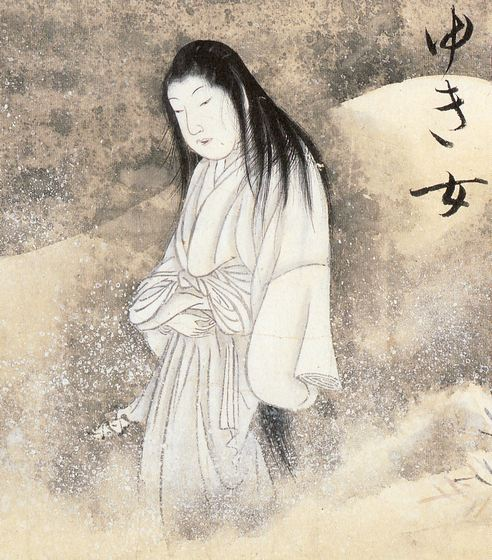
佐脇嵩之『百怪図巻』より「ゆき女」

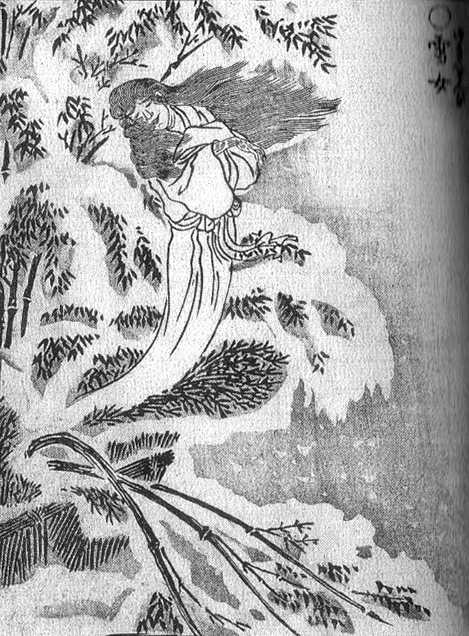
鳥山石燕『画図百鬼夜行』より「雪女」

水木しげるロードに設置されている「雪女」のブロンズ像

雪女（ゆきおんな）は、雪の妖怪。別名として「ユキムスメ」、「ユキオナゴ」、「ユキジョロウ（雪女郎）」、「ユキアネサ」、「雪オンバ」、「雪ンバ」（愛媛）、「雪降り婆」とも呼ばれる。「ツララオンナ」、「カネコリムスメ」「シガマニョウボウ」など、氷柱に結びつけて呼ばれることも多い。
一応、冬に現れる、女性の姿をした妖怪で、雪の精ともいわれ、国文学者・古橋信孝によれば昔話・伝承が青森県、山形県、秋田県、岩手県、福島県、新潟県、長野県、和歌山県、愛媛県、大分県などで確認されている。雪女の正体は雪の精、雪の中で行き倒れになった女の霊などと様々な伝承がある。
牧野陽子が今野圓輔の著書から引いたところによれば、雪女は
1雪の精霊とされるもの
2雪山で死んだ者の亡霊ということになっているもの
3ややコミカルなもの
に分類される。千葉幹夫や小松和彦『日本怪異妖怪事典』によれば、これの分類における「3ややコミカルな」笑い話になるものは「しがま女房」のようなつらら女があたる。
大島広志は産女を雪女だと伝える山形県最上郡の伝承を紹介し「子供を連れて出現する」雪女像について「産女（うぶめ）の伝承とも通い合う」とする。この「幽霊としての雪女像」について、多田克己は『妖怪図巻』の解説で、山形県小国地方の、雪女郎（雪女）は元は月世界の姫であり、退屈な生活から抜け出すために雪と共に地上に降りてきたが、月へ帰れなくなったため、雪の降る月夜に現れるとされる伝承を引き、雪女の「元天女」で、「養子を増やすために子供を攫う」という中国の姑獲鳥伝説と類似した点、それが日本へ伝播し、産褥で死んだ女性の幽霊「うぶめ」と同一視あるいは混同され、独自の「姑獲鳥(うぶめ)像」ができた点から、妊娠したまま死んだ女性の霊である雪女はウブメの一種であるため幽霊だと解釈された可能性を示唆し、『幻想世界の住人たちⅣ』で、吹雪の晩に子供（雪ん子）を抱いて立ち、通る人間に子を抱いてくれと頼む話を紹介し、その子を抱くと、子がどんどん重くなり、人は雪に埋もれて凍死するという点を指して姑獲鳥との接点を指摘している。なお頼みを断わると、雪の谷に突き落とされるとも伝えられる。かつ、次第に増える、雪ん子の重さに耐え抜いた者は怪力を得るとも言われ、村上健司によれば、弘前では、ある武士が同様に雪女に子供を抱くよう頼まれたが、短刀を口に咥えて子供の頭の近くに刃が来るようにして抱いたところ、この怪異を逃れることができ、武士が子供を雪女に返すと、雪女は子供を抱いてくれたお礼といって数々の宝物をくれたという。『日本怪異妖怪事典　東北』によれば雪女から依頼され子供を抱いていた侍が、彼女から母乳を提供され、相撲で負け知らずとなったという五所川原の伝承がある。
なお今野圓輔の分類、山姥、磯女、雪女のうち、山姥や山女、濡れ女あるいは磯女が人の生き血を啜るとされる件について、彼女らが子供を伴って現れる点から「産後の失血を補う」ため血を欲していると指摘する民俗学者の宮田登は、その系統、吸血鬼的な山姥と関連する存在として「子供を伴い、精気を吸い取る」雪女が血をすするとされる可能性のみを示唆しているが、『日本怪異妖怪事典　九州、沖縄』によれば大分県の吸ヶ谷で、雪山に閉じ込められた椎茸取りの男性が雪女郎(ゆきおなご)に血を吸われたという伝承があり、また具体的な地域は不明ながら、小泉八雲も「地方によっては血を吸うといわれる」と書く。
ある特定の日に訪れ、去っていく点からいわゆる「歳神（としがみ）」としての性格を持つという説が何人かによって提唱されている。千葉幹夫は五所川原市辺りでの「12月30日から元旦までの夜」に訪れ、元旦を含めた日から巳の日に帰るため「みのっこ」とも呼ばれる雪女についてそれを、大島広志は、正月元旦に人間界に雪女が来て帰っていく青森県弘前市の伝承や岩手県遠野市の、小正月または冬の満月の日に雪女が多くの子を連れて遊ぶという伝承、吹雪の晩に雪女を親切にもてなしたところ、翌朝、雪女は黄金と化していたという、「大歳の客」系の昔話を引いて雪女の年神的性格を指摘している。ただ一応青森県で、「年取りの晩に現れ、巳の日に帰るがその間稲の花を食う」とされる「巳のっ子」は、雪女と区別する地方もある。
通常は「一般的な人間の」背丈をしているとされる。が室町時代末期の連歌師・宗祇法師による『宗祇諸国物語』には、「身長1丈ほど」の雪女を見たと記述がある他、小泉八雲は松江市で、「夜は立木よりも高くなる」「真っ白でやたらに大きな顔をした」雪女の話を聞いており、滋賀県のある地方では、島左近が「1丈ほどの」雪女郎にあった、という伝承がある。さらに朝里樹は『日本現代怪異事典』で松谷みよ子編『現代民話考』9巻所収の、鳥取県伯耆の神社にあるシイノキに、夏には片腕が七尋ある七尋女房が、冬には巨大な女性の姿をした雪女が現れ、悪い子供を木の洞へ入れると言われる伝承を引き、『あさいなしまわたり』『古今百物語評判』で「巨大な」とされるものがあることから、近世に「大女」としてのそれが成立した可能性を示唆している。鳥取県以外に、子供のいたずらを窘めるための方便として語られる場合があり、遠野では、「牛(べご)つれた」雪女が、悪童へ折檻のため乳をかける、悪い子供を探す、また関東で、大雪の降った日に立つ雪女郎は悪い子を連れてゆくと言われる。
具体的な服装は、岡山県美作に出る者は「花嫁衣装で綿帽子を被った」とされる、また稲荷山が鳴ると「ざんばら髪で口に櫛を咥えた」白い着物姿のそれが出るとされるなど共通して白装束の女性とされ、江戸時代に吉原遊郭で行われる八朔(8月1日)の儀礼において花魁が纏う白い衣装は「雪女郎」と言われ、当時「越後の国の雪女郎」という言い回しが成立し流通していたという。
岡山県の伝承では水を要求するが、水を提供すると膨れ煮え湯をかけると消えると言われ、京都府では正月の餅をついていた老婆が雪の降る日にも関わらず「何も被っていない」女性がいたので湯をかけるぞと脅したところ消えたと、「湯をかけると消える」などと言われる。
「雪女」と「雪女郎」は同じ造形の妖怪であるが、「ユキンボ」と呼ばれる妖怪は京都府大宮市のものは松脂で出来た乳房を囲炉裏などで溶かして人へ投げる女性とされ、和歌山県では、「1本足」で円形の足跡を付ける「少年」とされる。
また、長野県諏訪郡で「シッケンケン」と呼ばれるものは、一本足で飛び跳ねて移動し、道行く人を縄で縛ると言われる。『綜合　日本民俗語彙』では、近畿地方から四国にかけての地域で言い伝えられていた「イッポンアシ」という「雪の上へ足跡を付ける」妖怪が、八丈島での「竹をついて歩く」一本足の山姥を関連付けている
アイヌの伝承の中にも、ウパシメノコという「雪の女性」を指す語で称される妖怪が語られていた。
なお、「雪男」という呼称は近代になってから、イエティやビッグフットの訳語として使われているが、青森県に「雪男」と称される何者かの巣を襲った猟師が寒くて断念したという伝承がある上、宮城県七ツ森には冬になると巨大な体に真っ白い毛をした「雪男」が地域を揺らし、春には消えるという話が、また徳島県で雪男が「雪の降った翌朝、幅が1間ほどの足跡」を残すと言い伝えられている。さらに、富山県では、雪の中から出る「ユキオン」という妖怪が伝わっており、子供を脅す際に「ユキオン来るぞ」という形で使われていたが、これの具体的な形他が伝わっておらず、資料により「雪女」の他「雪鬼」と表記されるものもあるという。

## 由来
雪女の起源は古く、多田克己によれば室町時代末期の『宗祇諸国物語』には、法師が越後国（現・新潟県）に滞在していたときに雪女を見たと記述があることから、室町時代には既に伝承があったことがわかる。
呼び方は違えど、常に「死」を表す白装束を身にまとい男に冷たい息を吹きかけて凍死させたり、男の精を吸いつくして殺すところは一応共通しており、広く「雪の妖怪」として怖れられていた。小泉八雲は松江市の「雪女」について「ただ人間を驚かすだけ」とし、兵庫県の「雪女郎」は一応彼女が山を滑ると雪崩が起きるとされるものの、『般若心経』の書かれた紙の破れているもので動けなくなるなどと言われる。

## 逸話
伝承では、新潟県小千谷地方では、男のところに美しい女が訪ね、女は自ら望んで男の嫁になるが、嫁の嫌がるのを無理に風呂に入れると姿がなくなり、男が切り落とした細い氷柱の欠片だけが浮いていたという（⇒つらら女）。青森県や山形県にも同様の話があり「しがま女房」、すが女房、かねっこおり女房、たるひ女房などと「つららを指す方言」女房という形で呼ばれる。
山形県上山地方の雪女は、雪の夜に老夫婦のもとを訪ね、囲炉裏の火にあたらせてもらうが、夜更けにまた旅に出ようとするので、翁が娘の手をとって押し止めようとすると、ぞっとするほど冷たい。と、見る間に娘は雪煙となって、煙出しから出ていったという。
長野県伊那地方では、雪女を「ユキオンバ」と呼び、雪の降る夜に山姥の姿で現れると信じられていた。同様に、愛媛県吉田では、雪の積もった夜に「ユキンバ」が出ると言って、子供を屋外に出さない様にする。また、岩手県遠野地方では、小正月の1月15日、または谷の満月の夜には、雪女が多くの童子を連れて野に出て遊ぶので、子供の外出を戒めるという。この様に、雪女を山姥と同じものとして扱うところも多く、多くの童子を連れるという多産の性質も、山姥のそれに類似している。
和歌山県伊都地方では、雪の降り積む夜には一本足の子どもが飛び歩くので、翌朝に円形の足跡が残っているといい、これを「ユキンボウ」と言う
が、1本足の童子は山神の使いとされている。鳥取県東伯郡小鹿村（現・三朝町）の雪女は、淡雪に乗って現れる時に、「氷ごせ湯ごせ」（「ごせ」とは「（物を）くれ、下さい」という意味の方言）と言いながら白幣を振り、水をかけると膨れ、湯をかけると消えるという。
奈良県吉野郡十津川の流域でいう「オシロイバアサン」、「オシロイババア」も雪女の一種と思われ、鏡をジャラジャラ引きずってくるという。これらの白幣を振るという動作や、鏡を持つという姿は、生産と豊穣を司る山神に仕える巫女としての性格の名残であると考えられる。実際に青森県では、雪女が正月3日に里に降り、最初の卯の日に山に帰ると云われ、卯の日の遅い年は作柄が変わるとされていた。
岩手県や宮城県の伝承では、雪女は人間の精気を奪うとされ、新潟県では子供の生き肝を抜き取る、人間を凍死させるなどといわれる。秋田県西馬音内では、雪女の顔を見たり言葉を交わしたりすると食い殺されるという。逆に茨城県や福島県磐城地方では、雪女の呼びかけに対して返事をしないと谷底へ突き落とされるという。福井県でも越娘（こしむすめ）といって、やはり呼びかけに対して背を向けた者を谷へ落とすという。
岐阜県揖斐郡揖斐川町では、ユキノドウという目に見えない怪物が雪女に姿を変えて現れるという。山小屋に現れて「水をくれ」と言うが、求めに応じて水を与えると殺されてしまうので、熱い茶を出すべきとされる。またこのユキノドウを追い払うには『妖怪図巻』所集の多田克己の解説によれば
「先クロモジに後ボーシ(いつき)、あめうじがわ(黄牛の皮)の八つ結ばえ、締めつけ履いたら、如何なるものも、かのうまい」
『日本妖怪大事典』によれば
「先クロモジにボーシ、あめうじがわの八つ結ばえ、締めつけ履いたら、如何なるものも、かのうまい」
『日本怪異妖怪事典　中部』によれば
「先クロモジに後ボーシ、アメウジガワ(黄牛の皮)の八つ緒バエ、締メ付ケ履イタラ、イカナルモノモカナウマイ」
と唱えると良いという。この呪文は輪かんじきを作る時、前後の輪を別の木で作る習慣と関連するらしい。なお『日本怪異妖怪事典　中部』のユキノドウの記事によれば、『旅と伝説』誌13巻5号『揖斐郡徳山村郷土誌』に、徳山ダムとなっている徳山村で、冬季の人気のない時間「ユキノドー」と呼ばれる女性の妖怪が出たとされる記事が載る上、それについて「体がセガレテつく感じよー」という「詳細が不明な」記述がある。
異類婚姻譚の類型の物語に登場することも多く、小泉八雲の「雪おんな」のように、山の猟師が泊り客の女と結ばれ子供が生まれ、嫁にうっかり雪女と結んだタブーを口にしたため、女は自分こそ雪女だと明かすが男との間に生まれた子がいたため殺さず、“子に万一の事があったら只では済まさぬからそのつもりで”と告げて姿を消すタイプの昔話のパターンは新潟県、富山県、長野県に伝承があり、その発端は山の禁（タブー）を破ったために山の精霊に殺されるという山人の怪異譚に多い。雪女の伝説は、山人の怪異譚と雪女の怪異譚の複合により生まれたとする説もある。これについて藤沢衛彦は雪女伝承は「本来「うぶめ」の系統に属している物で」彼女が「ある約束のもとに人間と結婚する話はない」と言い、小松和彦編『日本怪異妖怪大事典』でも、「異類婚姻譚としての雪女」は「ラフカディオ・ハーンの話」に起因、とする。また山形県米沢市に伝わっていた話では、雪女房と契り子供を作る男は炭焼きで、タブーは出てこない。
雪女の昔話はほとんどが哀れな話であり、子のない老夫婦、山里で独り者の男、そういう人生で侘しい者が、吹雪の戸を叩く音から、自分が待ち望む者が来たのではと幻想することから始まったといえる。そして、その待ち望んだものと一緒に暮らす幸せを雪のように儚く幻想した話だという。それと同時に畏怖の感覚もあり、『遠野物語』にもあるように吹雪が外障子を叩く音を「障子さすり」と言い、雪女が障子を撫でていると遅寝の子を早く眠らす習俗もある。障子さすりのようなリアルな物言いにより、待ち望むものの訪れと恐怖とは背中合わせの関係であるといえる。また冬などの季節は神々の訪れであり、讃めなければひどいことになりかねず、待ち望むといってもあまり信用してはならない。なんにせよ季節の去来と関係した話といえる。風の又三郎などとも何処かで繋がるのではないかと、古橋信孝は述べている。
田中聡『江戸の妖怪事件簿』によれば、江戸時代の知識人・山岡元隣は雪女は雪から生まれるという説を出している。物が多く積もれば必ずその中に生物を生ずるのが道理であり、水が深ければ魚、林が茂れば鳥を生ずる。雪も陰、女も陰であるから、越後などでは深い雪の中に雪女を生ずることもあるかも知れぬといっている。
日本の伝統文化の中で、雪女は幸若の『伏見常磐』などに見られ、近世には確認できる。近松門左衛門の「雪女五枚羽子板」は、だまされ惨殺された女が雪女となり復讐する話である。この話について古橋信孝は雪女の「妖艶で凄惨な感じがうまく使われている」と評価している。

## 小泉八雲の「雪女」

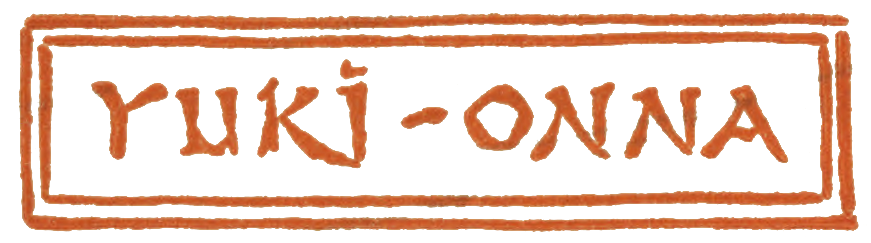

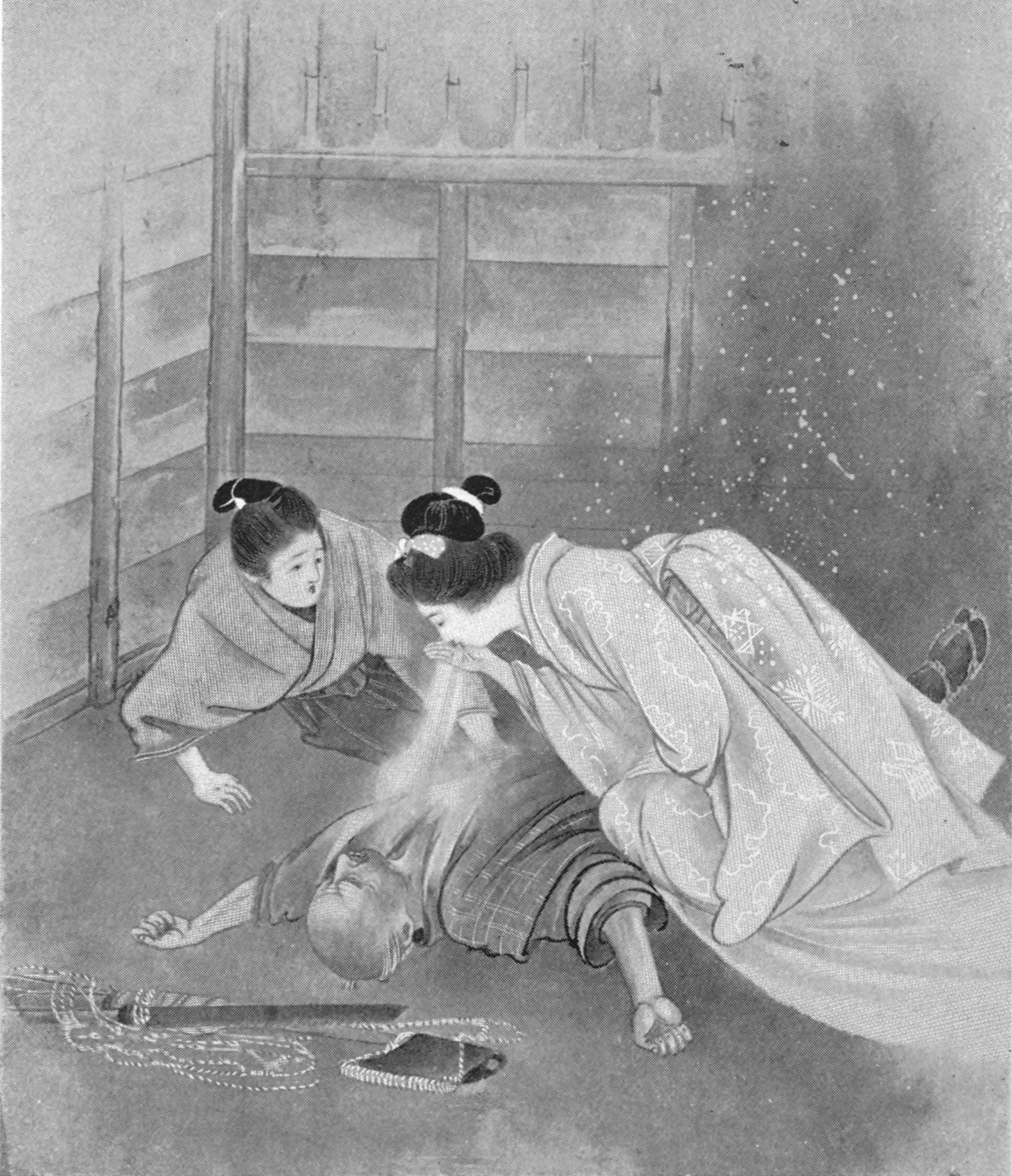
小泉八雲『怪談 雪女』武内桂舟画

小泉八雲（ラフカディオ・ハーン）が『怪談(Kwaidan)』の中で雪女伝説を紹介している。

### あらすじ
この話は武蔵の国、西多摩郡調布村の百姓が私に語ってくれたものである。
武蔵の国のある村に、茂作と巳之吉という2人の樵が住んでいた。茂作はすでに老いていたが、巳之吉の方はまだ若く、見習いだった。
ある冬の日のこと、吹雪の中帰れなくなった二人は、近くの小屋で寒さをしのいで寝ることにする。その夜、顔に吹き付ける雪に巳之吉が目を覚ますと、恐ろしい目をした白ずくめ、長い黒髪の美女がいた。巳之吉の隣りに寝ていた茂作に女が白い息を吹きかけると、茂作は凍って死んでしまう。
女は巳之吉にも息を吹きかけようと巳之吉に覆いかぶさるが、しばらく巳之吉を見つめた後、笑みを浮かべてこう囁く。「お前もあの老人（=茂作）のように殺してやろうと思ったが、お前はまだ若く美しいから、助けてやることにした。だが、お前は今夜のことを誰にも言ってはいけない。誰かに言ったら命はないと思え」そう言い残すと、女は戸も閉めず、吹雪の中に去っていった。
それから数年後、巳之吉は「お雪」と名乗る、雪のように白くほっそりとした美女と出逢う。二人は恋に落ちて結婚し、二人の間には子供が十人も生まれた。しかし、不思議なことに、お雪は十人の子供の母親になっても全く老いる様子がなく、巳之吉と初めて出逢った時と同じように若く美しいままであった。
ある夜、子供達を寝かしつけたお雪に、巳之吉が言った。「こうしてお前を見ていると、十八歳の頃にあった不思議な出来事を思い出す。あの日、お前にそっくりな美しい女に出逢ったんだ。恐ろしい出来事だったが、あれは夢だったのか、それとも雪女だったのか……」
巳之吉がそう言うと、お雪は突然立ち上り、叫んだ。「お前が見た雪女はこの私だ。あの時のことを誰かに言ったら殺すと、私はお前に言った。だが、ここで寝ている子供達のことを思えば、どうしてお前を殺すことができようか。この上は、せめて子供達を立派に育てておくれ。この先、お前が子供達を悲しませるようなことがあれば、その時こそ私はお前を殺しに来るから……」
そう言い終えると、お雪の体はみるみる溶けて白い霧になり、煙出しから消えていった。それきり、お雪の姿を見た者は無かった。

### 原典
小泉八雲の描く「雪女」の原伝説については、東京・大久保の家に奉公していた東京府西多摩郡調布村（現在の青梅市南部多摩川沿い。現在の調布市は当時、東京府北多摩郡調布町で無関係）出身の親子（お花と宗八とされる）から聞いた話がもとになっていることがわかっている（英語版の序文に明記）。この地域で酷似した伝説の記録が発見されていることから、この説は信憑性が高いと考えられ、2002年には、秋川街道が多摩川をまたぐ青梅市千ヶ瀬町の「調布橋」のたもとに「雪おんな縁の地」の碑が立てられた。表側には碑文が刻まれ、裏側には「雪女」の和英両方の序文と小泉の肖像が刻まれた銘板が嵌め込まれている。江戸時代の日本は現在よりも気温が低く、現在の東京都多摩地域西部に相当する地域は冬に大雪が降ることも珍しくなかった点から、気象学的にも矛盾しない。ただ、大島広志はハーンが聞いた源話を伝説ではなく「世間話」とし、牧野陽子は、藤原万巳の指摘による、このハーンの雪女像に「テオフィル・ゴーティエ『死霊の恋』に出る吸血鬼」の影響、小松和彦編『図説雑学　日本の妖怪』の「日本の伝承をもとにハーンがもともと書いていた異類婚姻譚でファム・ファタルとして書いた」説を紹介しつつ、この話がほかの雪女譚の筋から逸脱している上、ハーンの訳書はかなり早くから広く読まれていた点、類話あるいは酷似した話とされるものが「ラフカディオ・ハーンが発表する前の伝承が存在しない」点などから、この話が古来の日本の伝承であるかについては疑問を呈し、ハーンが、雪女という妖怪をアイディアとして創作したもので、ほかの原話とされるものは「小泉八雲の話が伝播」したものである可能性を示唆している。小泉八雲記念館顧問の小泉凡は、この大島広志の説を支持している。なお講談社刊講談社学術文庫の平川祐弘編『怪談・奇談』では、収録された48話のうち原拠となった話が30話収録されているが『雪おんな』のそれは収録されていない。

## 関連作品
映画
- 『怪談雪女郎』 (1968年公開、大映京都) - 田中徳三監督、藤村志保主演。
- 『雪女』（2017年公開） - 監督・主演は杉野希妃。第29回東京国際映画祭コンペティション部門出品作品

小説
- 『「一晩、泊めてください」』青橋由高（アンソロジー『異常な世界　―あなたの知らない官能小説―』所収、フランス書院　ISBN 978-4829641699）　雪女母娘と独身の青年研究者の逢瀬を描く官能小説。

## 季語
季語としての雪女（ゆきおんな、歴史的仮名遣：ゆきをんな）は、冬の季語（晩冬の季語）である。分類は天文。雪国で雪の夜に出るといわれる妖怪を指す。
子季語としては、雪女郎（ゆきじょろう、歴史的仮名遣：ゆきぢよらう。雪女と同義）、雪坊主（ゆきぼうず）、雪の精（ゆきのせい）があるが、歳時記や時代感覚によっては、「雪女」に替えて「雪女郎」をこれらの季語の親季語に立てる。要するに、その時代においてどちらがより主たる言葉であるかという問題であるため、これについて明確な答えを出すことは難しい。